# جان غيلبين
جان غيلبين (بالإنجليزية: Jean Gilpin)‏ هي ممثلة أمريكية، ولدت في 1950 في لندن في المملكة المتحدة.

## أعمال

### أفلام
- (2003) عودة أطلنطس
- (2013) ملكة الثلج

## وصلات خارجية
- جان غيلبين على موقع IMDb (الإنجليزية)
- جان غيلبين على موقع أول موفي (الإنجليزية)
- جان غيلبين على موقع قاعدة بيانات الأفلام السويدية (السويدية)
- جان غيلبين على موقع قاعدة بيانات الفيلم (الإنجليزية)
- جان غيلبين على موقع كينوبويسك (الروسية)